# Famenne Ardenne Classic
De Famenne Ardenne Classic is een eendaagse wielerwedstrijd die jaarlijks wordt verreden in de Belgische provincie Luxemburg, met de finish in Marche-en-Famenne.
De eerste editie vond plaats in 2017 en werd gewonnen door de Nederlander Moreno Hofland. Sinds haar oprichting maakt de wedstrijd onderdeel uit van de UCI Europe Tour met een classificatie van 1.1.

## Lijst van winnaars

### Lijst van meervoudige winnaars
| Aantal | Renner        | Jaren      |
| ------ | ------------- | ---------- |
| 2      | Arnaud De Lie | 2023, 2024 |

### Overwinningen per land
| Overwinningen | Land                                    |
| ------------- | --------------------------------------- |
| 3             | België                                  |
| 1             | Canada, Duitsland, Frankrijk, Nederland |

2005 · 
2006 · 
2007 · 
2008 · 
2009 · 
2010 · 
2011 · 
2012 · 
2013 · 
2014 · 
2015 · 
2016 · 
2017 ·
2018 ·
2019 ·
2020 ·
2021 ·
2022 ·
2023 ·
2024 ·
2025
Belangrijkste etappewedstrijden

Internationaal Wegcriterium · Driedaagse Brugge-De Panne · Ronde van de Alpen · Vierdaagse van Duinkerke · Ronde van Beieren · Ronde van Noorwegen · Ronde van België · Ronde van Luxemburg · Ronde van Oostenrijk · Ronde van Wallonië · Ronde van Burgos · Ronde van Denemarken · Arctic Race of Norway · Ronde van Groot-Brittannië
Belangrijkste eendaagse wedstrijden

Trofeo Laigueglia · GP Lugano · GP Nobili Rubinetterie · Dwars door Vlaanderen · Scheldeprijs · Brabantse Pijl · GP Kanton Aargau · Brussels Cycling Classic · GP Fourmies · Primus Classic Impanis-Van Petegem · Ronde van de Drie Valleien · Milaan-Turijn · Ronde van Piemonte · Ronde van het Münsterland · Ronde van Emilia · Parijs-Tours · GP Bruno Beghelli